# Dendrobium bowmanii
Dendrobium bowmanii là một loài thực vật có hoa trong họ Lan. Loài này được Benth. mô tả khoa học đầu tiên năm 1873.

## Hình ảnh

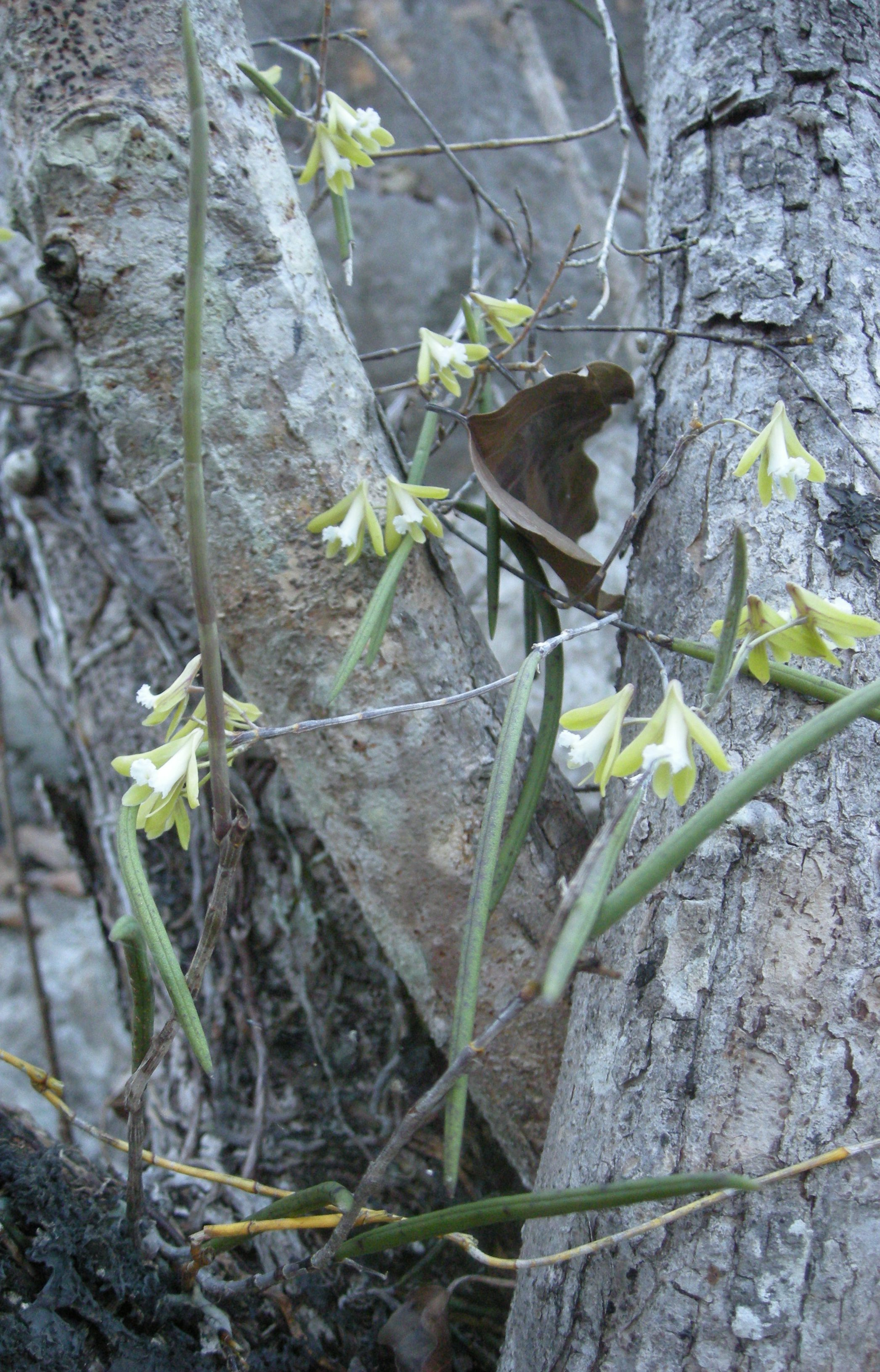
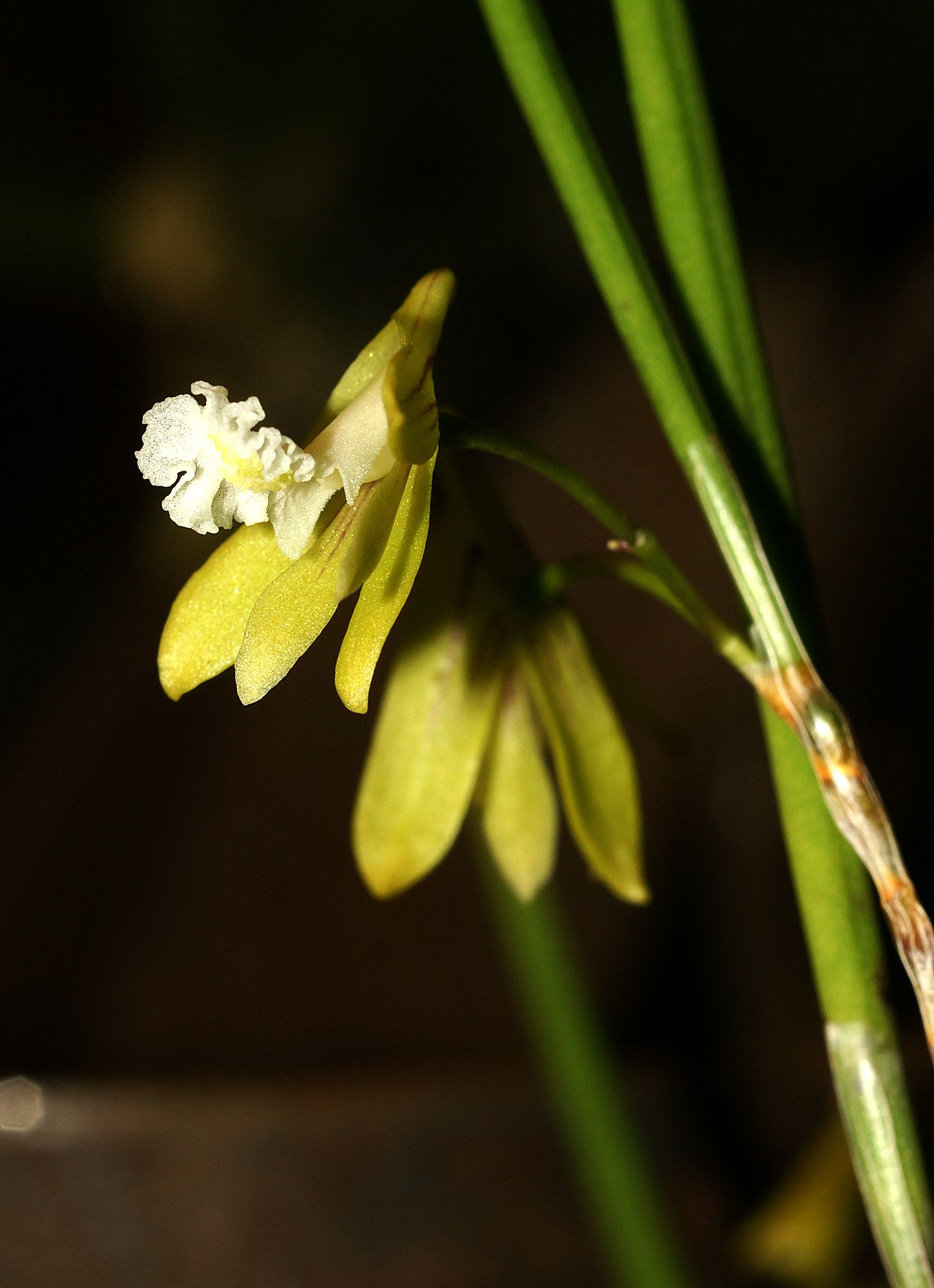
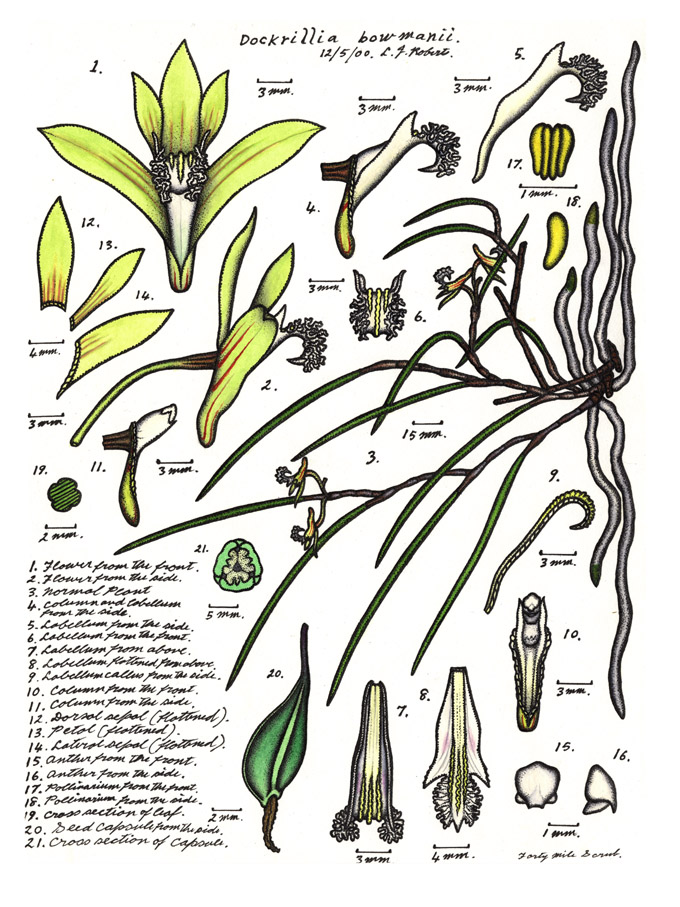